# Pelle Linders

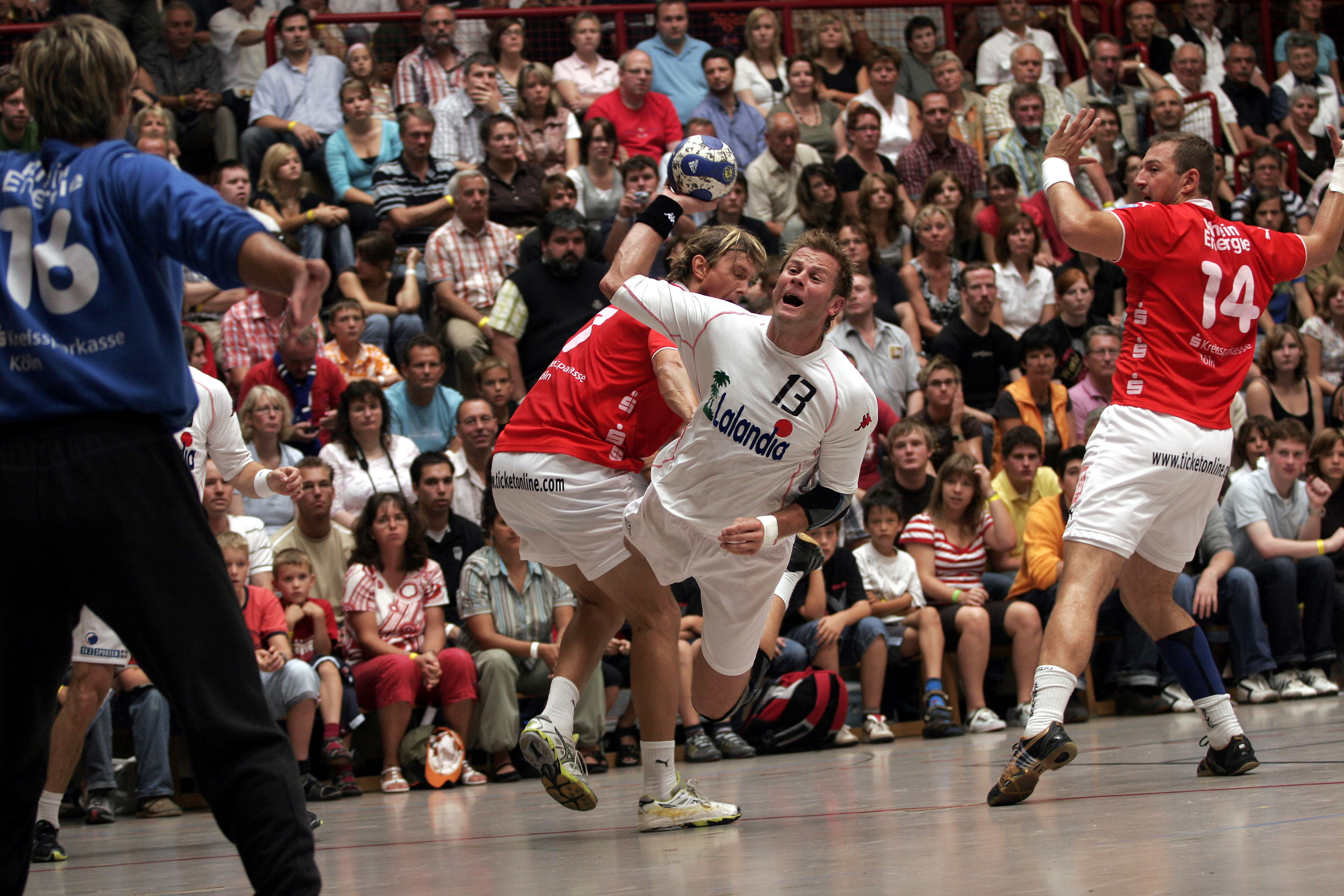
Per Thomas Linders am 12. August 2007 beim Schlecker Cup

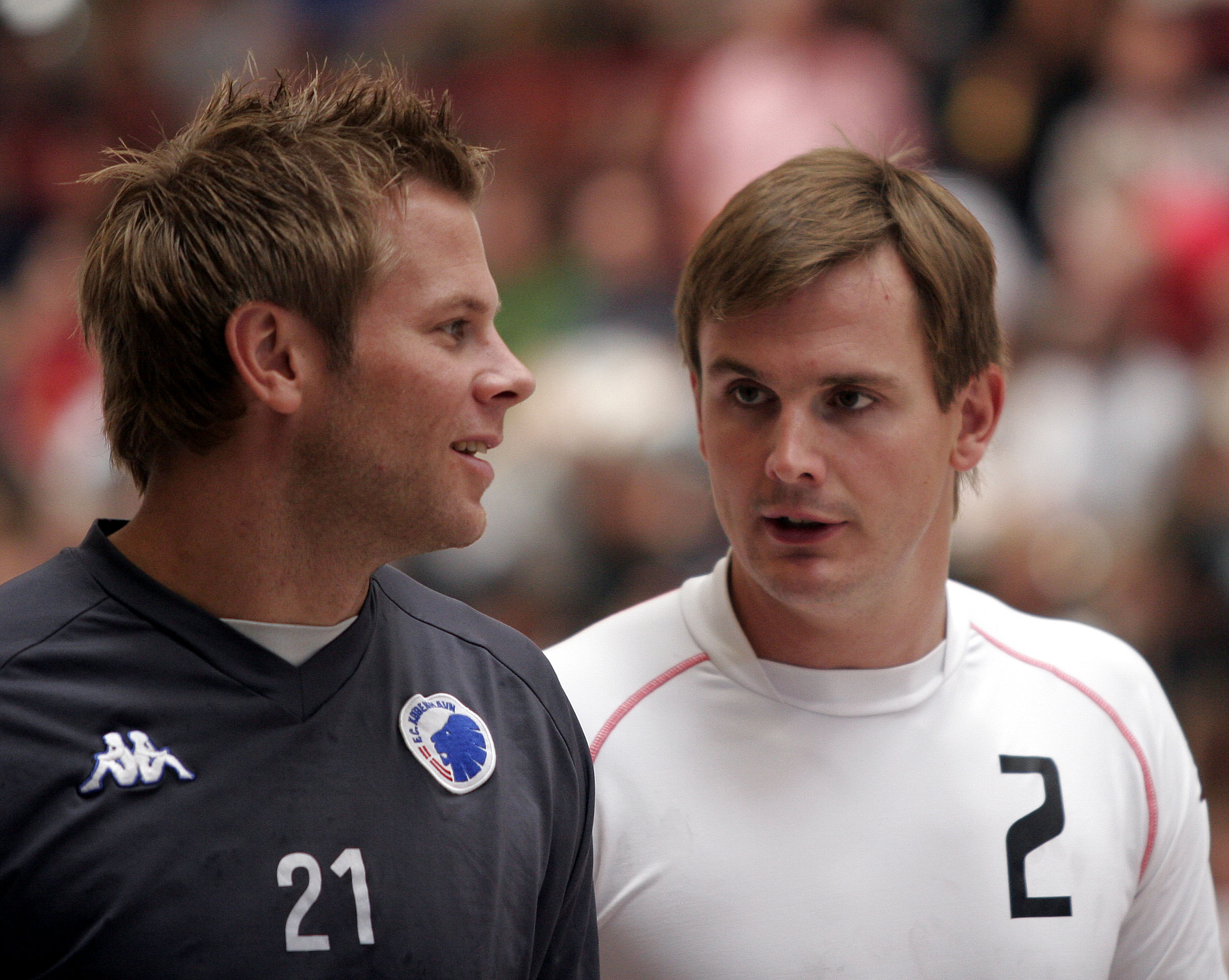
Per Thomas Linders mit seinem Mannschaftskameraden Martin Boquist beim Schlecker Cup 2007

Per Thomas „Pelle“ Linders (* 21. September 1975 in Onsala, Schweden) ist ein ehemaliger schwedischer Handballspieler, der auf der Position Kreisläufer eingesetzt wurde.
Nachdem Linders beim HK Aranäs und IFK Skövde HK in Schweden und bei Kolding IF in Dänemark gespielt hatte, wechselte er 2005 zum THW Kiel in die deutsche Handball-Bundesliga. Mit Kolding wurde er vier Mal dänischer Meister. Ab 1. Juli 2007 spielte „Pelle“ für den dänischen Verein FCK Håndbold. Ab dem Sommer 2010 spielt Linders für seinen Heimatklub HK Aranäs, der 2010 in die Eliteserien aufstieg. Dort beendete Linders im Frühjahr 2011 seine Profikarriere, jedoch war er anschließend gelegentlich im Amateurbereich aktiv.
Pelle Linders bestritt über 70 Spiele für die schwedische Nationalmannschaft.

## Erfolge
- Deutscher Meister 2006, 2007 mit dem THW Kiel
- DHB-Pokalsieger 2007 mit dem THW Kiel
- Champions-League-Sieger 2007 mit dem THW Kiel
- 2. Platz Scandinavian Open 2006
- fünffacher dänischer Meister 2001, 2002, 2003, 2005 mit Kolding und 2008 mit FCK
- dreifacher dänischer Pokalsieger mit Kolding 2001, 2004 und 2010
- Nationalmannschafts-Supercup-Gewinn 2005